# Kroppa distrikt
Kroppa distrikt är ett distrikt i Filipstads kommun och Värmlands län. Distriktet ligger omkring Nykroppa i östra Värmland och gränsar till Västmanland.

## Tidigare administrativ tillhörighet
Distriktet inrättades 2016 och utgörs av Kroppa socken i Filipstads kommun.
Området motsvarar den omfattning Kroppa församling hade vid årsskiftet 1999/2000.

## Tätorter och småorter
I Kroppa distrikt finns en tätort men inga småorter.

### Tätorter
- Nykroppa